# Амброз Зване
Доктор Амброз Зване (сваті Ambrose Phesheya Zwane; 1924—1998) — політичний діяч Свазіленду.

## Біографія
Син Амоса Зване — особистого лікаря і радника кронпринца, майбутнього короля Собузи II. Однак замість привілейованого становища в монархії обрав шлях лівого опозиціонера. Першим зі свазі закінчив медичний факультет Вітватерсрандського університету (ПАР). У 1952—1959 роках працював лікарем у Південноафриканських провінціях Наталь і Трансвааль, а також у Мбабане. Спостережувані ним у ПАР расова дискримінація і національно-визвольний опір сформували його політичні погляди, що включали відкидання колоніалізму і традиційної племінної влади, підтримку панафриканізму, соціалістичної орієнтації в економіці і ліберально-демократичної — в політиці.
У липні 1960 року став одним із засновників і першим генеральним секретарем Прогресивної партії Свазіленду (два місяці по тому король заборонив всі політичні партії). Після розколу ППС на 3 фракції в 1962 році очолив найрадикальнішу з них. На її базі 24 лютого 1963 року сформував з однодумцями, що включали одного з принців, Конгрес національного визволення Нгване (КНОН, англ. Ngwane National Liberatory Congress), підтримував здобуття повної незалежності, політичні реформи і класову боротьбу за мінімальну зарплату. Встановив тісні зв'язки з лідерами-панафриканістами, включаючи Кваме Нкруму у Гані і Джуліуса Ньєрере в Танзанії.
На перших в незалежному Свазіленді парламентських виборах 1972 року його партія стала єдиною опозиційною силою, що пройшла в Національну асамблею, а сам він був лідером парламентської опозиції на термін 1972—1978 років. При цьому коли в 1973 році король Собуза здійснив автократичний переворот, змінив Конституцію, розігнав парламент і встановив абсолютну монархію, КНОН був заборонений, а сам Зване піддавався арештам. Після затримання на 60 діб у 1975 році йому вдалося втекти до нещодавно деколонізованого Мозамбіка. У 1978—1979 роках Зване перебував в еміграції в Танзанії; за нього заступився місцевий президент Джуліус Ньєрере, і він зміг повернутися на батьківщину в липні 1979 року після оголошення часткової амністії.
Однак його здоров'я було слабким, і йому більше не дозволялося займатися політичною діяльністю. Тим не менш, він залишався президентом КНОН, а затримання і політичні переслідування проти нього тривали і в 1980-х, і в 1990-х. Однак похований Зване був з почестями, які йому надав навіть король Мсваті III. На чолі партії його змінив екс-прем'єр Обід Дламіні.